# Siagoníneos
Siagoníneos (Siagoninae) é uma subfamília de coleópteros da família Carabidae.

## Tribos
- Tribo Enceladini Horn, 1881
- Tribo Lupercini Lecordier, 1977
- Tribo Siagonini Bonelli, 1813